# Jean-Michel Tourette
Jean-Michel Tourette, nascido Jens Eckhoff (* 10 de julho de 1975 em Hanôver) é um músico alemão, integrante da banda Wir sind Helden.
Tourette iniciou sua aprendizagem com piano aos oito anos de idade e desde os 13 anos toca violão e guitarra. Ele já participou de diversas bandas, nos mais diversos estilos, como “Shiftless” (Heavy Metal), “Picassos Parents” (Pop) e “Filiale Lotus” (EBM-Darkwave). Após um ano tocando com “Filiale Lotus” em Berlim, ele conheceu, em 2000 em Hamburgo, Judith Holofernes e Pola Roy, com os quais mais tarde formaria o Wir sind Helden, banda aonde toca teclado e guitarra.
Jean-Michel Tourette é casado e mora com sua esposa Kornelia em Hanôver, onde ele tem seu próprio estúdio musical. Desde 2006 ele produz a banda The Amber Light.